# Кніпи
Кніпи (пол. Knipy, нім. Knipstein) — село в Польщі, у гміні Лідзбарк-Вармінський Лідзбарського повіту Вармінсько-Мазурського воєводства.
Населення — 154 особи (2011).
У 1975-1998 роках село належало до Ольштинського воєводства.

## Демографія
Демографічна структура станом на 31 березня 2011 року:
|          | Загалом | Допрацездатний вік | Працездатний вік | Постпрацездатний вік |
| -------- | ------- | ------------------ | ---------------- | -------------------- |
| Чоловіки | 70      | 11                 | 57               | 2                    |
| Жінки    | 84      | 20                 | 50               | 14                   |
| Разом    | 154     | 31                 | 107              | 16                   |